# 試製3式水中弾
試製３式水中弾（　）は大日本帝国海軍が開発した弾種である。

## 開発経緯
経緯としては当時太平洋戦争後半になると日本の輸送艦はアメリカ軍の航空機や潜水艦からの攻撃が多くなった（日本の制空権や制海権がアメリカ軍に取られていたため）。　なので輸送船に自衛手段を講ずる必要性が迫られた。
そこで輸送船に迫撃砲や野砲（臨時砲架）などの装備を積んで対潜・空しようという考えになった。
しかし普通の弾だと水中に撃っても信管などの関係上無理なので、これに細工を加えた弾を試作した。これが試製3式水中弾である。

## 三式水中弾の改良した弾
1. 96式榴弾
2. 14年式榴弾　　　　等々…

## 効果
弾種にもよるが1秒で10ｍ水中に進んだ。
しかし弾種にもよるがこれらはほとんど威嚇射撃程度に過ぎなかった…